# Carl Olof Delldén
Carl Olof Delldén, född 4 april 1800 i Arnäs socken, Ångermanland, död 10 juni 1854, var en svensk professor i juridik. 

## Biografi
Delldén var son till kyrkoherden i Arnäs socken, vice kontraktsprosten Olof Delldén och Margareta Gertrud Genberg som var dotter till faderns företrädare Karl Genberg.
Delldén blev student vid Uppsala universitet 1816, promoverades 1821 till filosofie magister och fick anställning följande år vid universitetet som docent i praktisk filosofi. Under sin docenttid ägnade han sig åt lagfarenheten, blev 1827 juris doktor och utnämndes några dagar därefter till adjunkt i juridiska fakulteten. Sedan han under flera terminer förestått professuren såväl inom den filosofiska som juridiska fakulteten, erhöll han 1844 den nyinrättade lärostolen i svensk statsrätt, kyrko- samt krigslagfarenhet och folkrätt, vilken han innehade till sin död.
Som universitetslärare visade Delldén mycket nit men var formalistiskt analyserande. Utom åtskilliga akademiska disputationer och uppsatser i tidskrifterna Svea, Svenska litteraturföreningens tidning och Juridiskt arkiv författade han Försök till granskning af lagkomiténs förslag till handelsbalk 1830, Om svenska näringarnas tillstånd och brister 1835, Rättegångssättet i Sverige 1842 m. m. Som systerson och lärjunge till Nils Fredrik Biberg redigerade och utgav Delldén efter dennes död hans Samlade skrifter, 3 delar 1828-30.